# Rhopalia bequaerti
Rhopalia bequaerti är en tvåvingeart som beskrevs av Lyneborg 1970. Rhopalia bequaerti ingår i släktet Rhopalia och familjen Mydidae.
Artens utbredningsområde är Afghanistan. Inga underarter finns listade i Catalogue of Life.